# Dino Crisis 2
Dino Crisis 2 ist ein Videospiel von Capcom und der Nachfolger des Titels Dino Crisis. Das Spiel ist in Thematik und Bedienung ähnlich wie sein Vorgänger aufgebaut, wurde jedoch im Spielablauf und Genre leicht abgeändert und setzt mehr auf Action und weniger auf Survival Horror, womit es sich mehr von seinem Vorgänger abhebt als beispielsweise die Resident-Evil-Reihe bis Teil 4. Es erschien 2000 für die PlayStation und wenig später für Windows. 2003 erschien der Nachfolger Dino Crisis 3. Via PlayStation Network ist die PSone-Fassung auch für PS3 und PSP erhältlich.

## Handlung
Eine Spezialeinheit gelangt durch ein Zeittor in einen prähistorischen Urwald und wird von Velociraptoren und einem Tyrannosaurus rex (T-Rex) überrascht und gejagt. Die beiden Hauptcharaktere, die im Spiel abwechselnd gesteuert werden, Regina (bekannt aus dem Vorgänger) und Dylan, entkommen knapp dem Gemetzel und bekommen ab und zu unterstützende Gesellschaft von einem Mitstreiter namens David. Angefangen bei einer verlassenen Forschungsbasis, über eine Unterwasserbasis und letztendlich in einer riesigen Einrichtung samt Zeittor, lernt der Spieler die Charaktere besser kennen und kommt hinter das Geheimnis der futuristischen, menschlichen Gegner und deren Beziehung zu Dylan.

## Spielprinzip
Anders als der Vorgänger, der Resident Evil glich, verwendet Dino Crisis 2 zahlreiche Actionsequenzen. Der Spieler hat von Anfang an viel Munition und Kämpfe machen einen Großteil des Spiels aus. Eine Neuerung ist, dass die Spielfigur während des Laufens zweihändig in alle Richtungen schießen kann und für viele der getöteten, ausschließlich prähistorischen Gegner einen sogenannten Combo-Bonus bekommt, was dem Spielverlauf zusätzliche Action bringt. Schlüssel und andere seltene oder handlungsrelevante Objekte befinden sich in der Spielelandschaft, andere Gegenstände werden an „Gesundheitsterminals“ gekauft. Außerdem enthält das Spiel zwischenzeitlich Minispiele, wie etwa einen die Spielfigur verfolgenden Plesiosaurier mit dem Motorbootgeschütz fernzuhalten oder während der Flucht in einem Jeep durch einen Wald einen wütenden Triceratops daran zu hindern, dass er den Jeep umwirft.